# Llengua copta
El copte és una família de dialectes molt relacionats entre sí, descendents de la llengua egípcia antiga i parlats històricament pels coptes d'Egipte. S'escriu en l'alfabet copte, una forma modificada de l'alfabet grec amb diverses lletres addicionals manllevades de l'escriptura egípcia demòtica.
El copte va ser substituït per l'àrab egipci com a llengua parlada principal d'Egipte després de la conquesta musulmana d'Egipte, tot i que es manté en l'actualitat com a llengua litúrgica de l'Església copta. Les innovacions en la gramàtica, la fonologia i els préstecs grecs distingeixen el copte dels períodes anteriors de la llengua egípcia.
Els principals dialectes coptes són el sahídic, el bohàiric, l'akhmímic, el fayímic, el licopolità i l'oxirrinquita. El copte sahídic es parlava aproximadament entre les ciutats d'Assut i Oxirrinc i va créixer com a llengua literària per tot Egipte en el període c. 325 - c. 800 dC. El bohàiric, la llengua del delta del Nil, va guanyar protagonisme al segle ix i és el dialecte utilitzat per l'Església copta. Tot i estar estretament relacionats, els dialectes coptes difereixen els uns dels altres pel que fa a la fonologia, morfologia i vocabulari.

## Nom
El nom nadiu copte de la llengua és /təmətɾəmənˈkʰeːmə/ en el dialecte bohàiric del Delta i /t(ə)məntɾəmənˈkeːmə/ en el dialecte sahídic. El prefix de partícula me(n)t- del verb mouti (‘parlar’) forma molts noms abstractes en copte (no sols els que pertanyen a la «llengua»). El terme remənkʰēmi/rəmənkēme significa, literalment, ‘persona d'Egipte’, ‘egipci’, i és un compost de rem-, que és l'estat constructiu del substantiu copte per a ‘ésser humà’, més la preposició genitiva (ə)n- (‘de’) i la paraula per a ‘Egipte’, kʰēmi/kēme (cf. Kemet). Per tant, tota l'expressió significa literalment ‘llengua del poble d'Egipte’, o simplement ‘llengua egípcia’.
Un altre nom amb el qual s'ha anomenat la llengua és təməntkuptaion de la forma təməntaigupton (‘llengua egípcia’). El terme logos ən aiguptios (‘llengua egípcia’) també es testifica en sahídic, però en aquesta expressió tant logos com aiguptios són d'origen grec. En la litúrgia de l'Església ortodoxa copta d'Alexandria, el nom més oficial és tiaspi ənremənkʰēmi (‘la llengua egípcia’), ja que aspi hi ha esdevingut el mot per a ‘llengua’.

## Història
La llengua egípcia té la història documentada més llarga, des de l'antic egipci, que va aparèixer just abans del 3200 aC, fins a les seves fases finals com a copte a l'edat mitjana. El copte pertany a la fase de l'egipci tardà, que es va començar a escriure durant l'Imperi Nou d'Egipte. L'egipci tardà era la parla col·loquial dels períodes posteriors. Tenia característiques analítiques com articles definits i indefinits i conjugació de verbs perifràstics. El copte, per tant, és una referència tant a l'etapa més recent de l'egipci després del demòtic com al nou sistema d'escriptura que es va adaptar de l'alfabet grec.

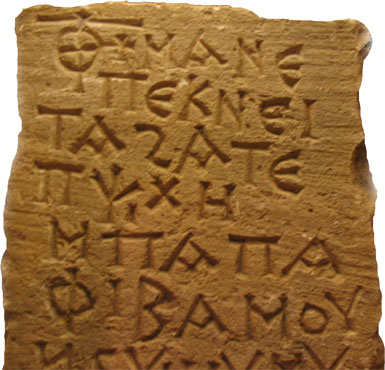
Inscripció copta

El copte va prendre gran nombre de préstecs del grec, la llengua oficial imposada pels ptolemeus i que al segle V era la llengua utilitzada en la literatura de l'Alt Egipte.
Per als àrabs, que van conquerir Egipte al segle vii, les paraules egipci i cristià eren sinònimes. El mot qibtí era el gentilici per a dir ‘egipci’ en llengua àrab i, quan la llengua egípcia va ser substituïda per l'àrab en els usos oficials, al segle xii, el mot restringí el significat a només la llengua i la religió cristiana. Fou a partir de llavors que la llengua copta va anar sent substituïda progressivament fins que acabà desapareixent com a llengua viva cap al segle xviii. A partir d'aquest moment es conservà només com a llengua litúrgica de l'Església monofisita copta, que s'havia separat de l'Església romana d'Orient cap al segle v.
Els escrits més antics en copte són les cartes de sant Antoni Abat (251-356), l'anacoreta del desert. Durant els segles III i IV molts eclesiàstics van escriure en copte, entre els quals Pacomi, la regla monàstica del qual encara perdura en l'Església ortodoxa copta.
A principis del segle xx, alguns coptes van intentar reviure la llengua copta, però no van tenir èxit.
A la segona meitat del segle xx, el papa Ciril VI d'Alexandria va iniciar un moviment nacional patrocinat per l'Església per reviure el copte. Es van publicar diversos treballs de gramàtica, inclòs un diccionari més complet dels que hi havia fins llavors. Les troballes erudites en el camp de l'egiptologia i la inauguració de l'Institut d'Estudis Coptes van contribuir encara més al renaixement. Es continuen realitzant esforços per revitalitzar la llengua, tant dins com fora de l'Església, i han atret l'interès de coptes i lingüistes dins i fora d'Egipte.

## Distribució geogràfica

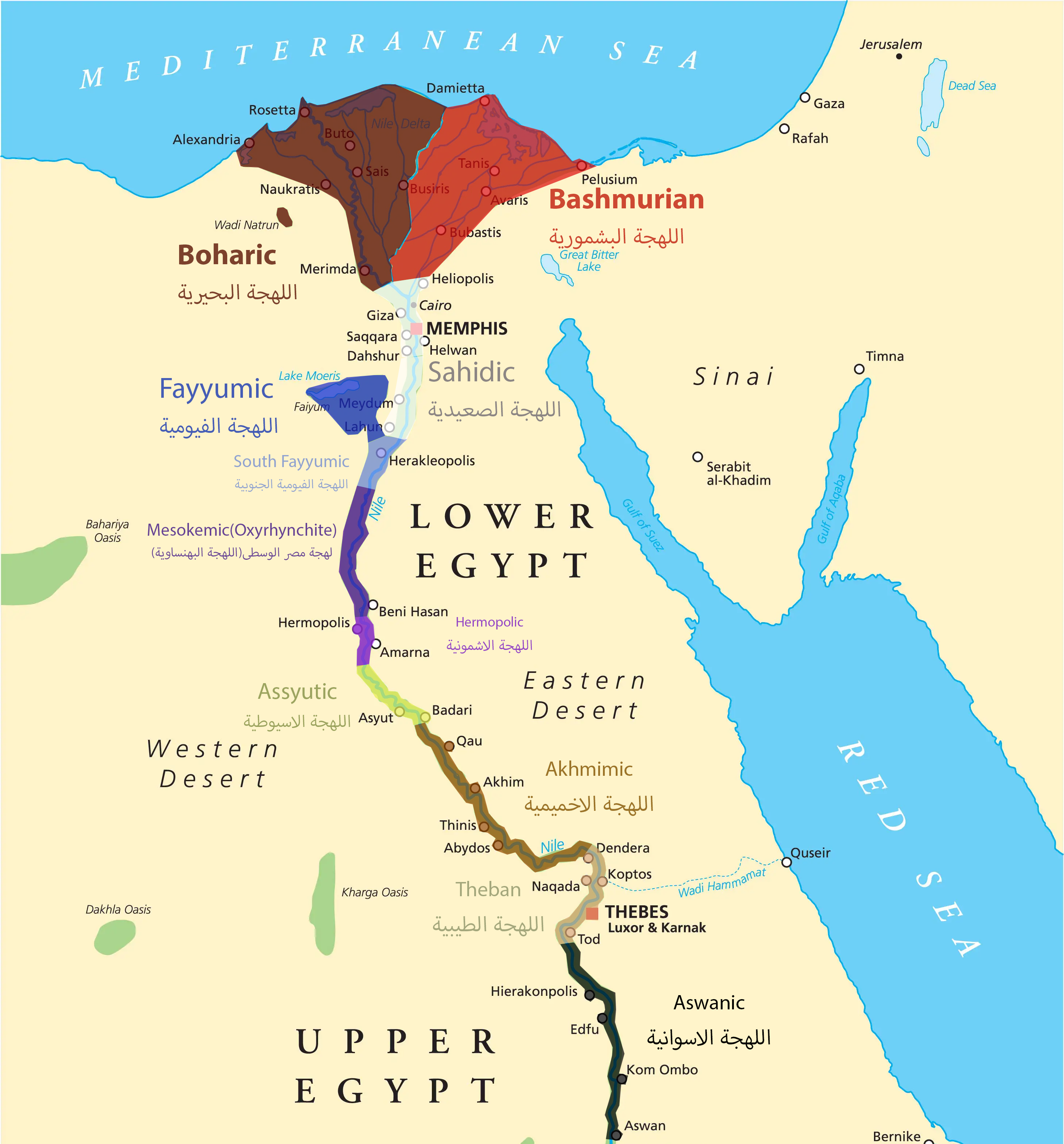
Ubicacions dels dialectes coptes històrics a Egipte.

El copte es parla avui en dia litúrgicament a l'Església Copta Ortodoxa i Copta Catòlica (juntament amb l'àrab estàndard modern). La llengua només es parla a Egipte i històricament ha tingut poca influència fora d'aquest territori, excepte en els monestirs situats a Núbia. L'impacte lingüístic més notable del copte ha estat en els diversos dialectes de l'àrab egipci, que es caracteritza per un substrat copte en trets lèxics, morfològics, sintàctics i fonològics.

## Dialectes del copte
Els dos principals dialectes es corresponen aproximadament amb el Baix Egipte i l'Alt Egipte; aquests dos dialectes són:
- Bohàiric, dialecte principal del Baix Egipte. L'actual llengua copta litúrgica prové d'aquest dialecte.
- Sahídic, dialecte principal de l'Alt Egipte, que havia estat la variant particular de copte parlat a la ciutat de Tebes. La literatura copta més antiga coneguda té l'origen en el dialecte sahídic.

A més d'aquests dos dialectes principals n'hi ha altres de menors com el d'El Faium, que perdurà fins al segle viii, l'akhmímic (Akhmim) i el licopolità (Licòpolis).

## Sistema d'escriptura

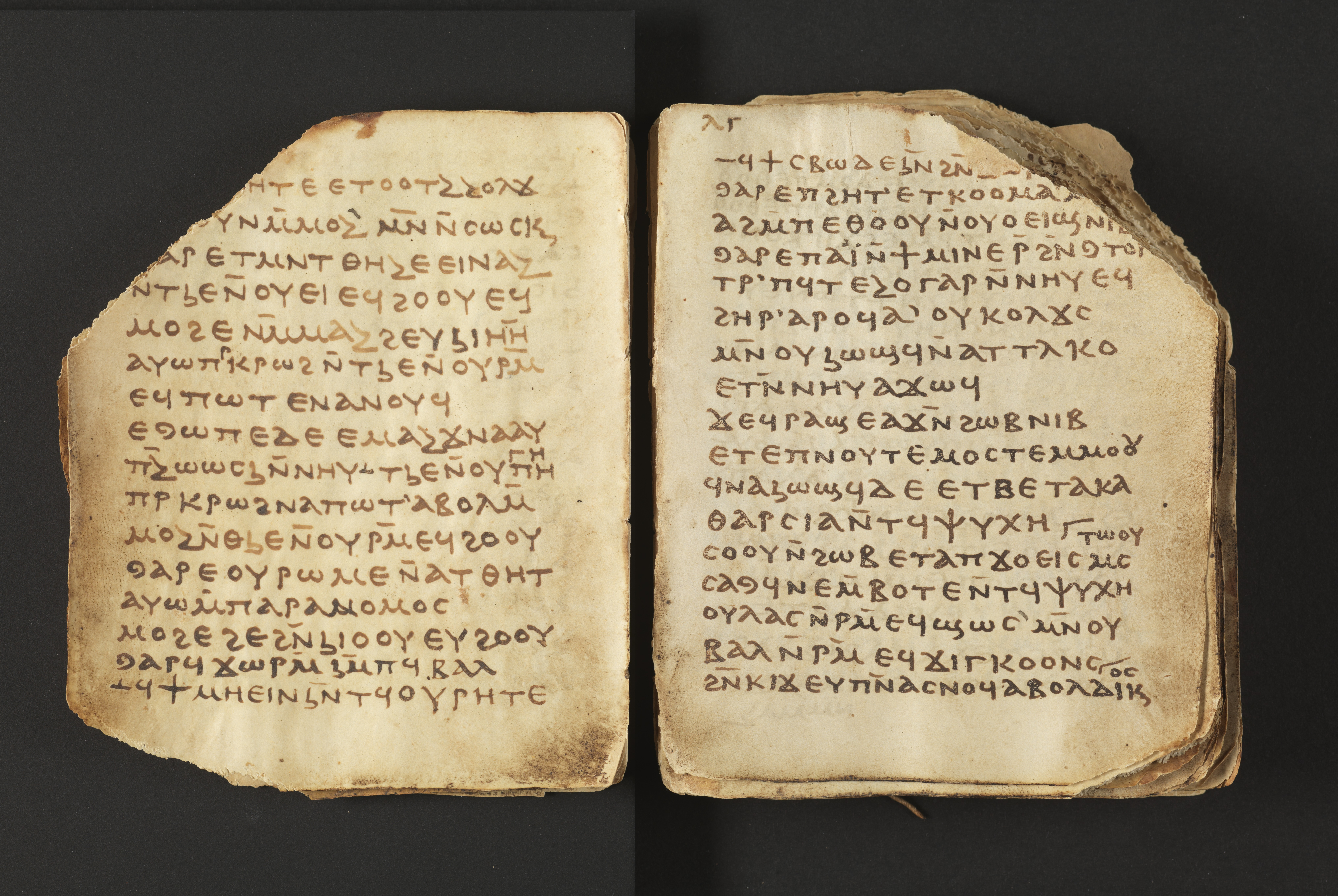
Papir Bodmer VI ("Dialecte P") posseeix el més ric de tots els alfabets coptes, amb 35 grafemes únics.

El copte utilitza un sistema d'escriptura gairebé totalment derivat de l'alfabet grec, amb l'addició d'una sèrie de lletres que tenen el seu origen en l'egipci demòtic. Es podria comparar amb l'alfabet islandès de base llatina, que inclou la lletra rúnica thorn. Hi ha una certa variació en el nombre i les formes d'aquests signes segons el dialecte. Algunes de les lletres de l'alfabet copte que són d'origen grec estaven normalment reservades per a paraules gregues. Els textos coptes antics utilitzaven diversos grafemes que no es van conservar en l'ortografia copta literària dels segles posteriors.
En sahídic, els límits de la síl·laba poden haver estat marcats per un traç supralineal ⟨◌̄⟩, o el traç pot haver lligat lletres en una paraula, ja que els textos coptes no indicaven divisions de paraules. Algunes tradicions escribes utilitzen una dièresi sobre les lletres ⲓ i ⲩ al començament d'una paraula o per marcar un diftong. El bohàiric utilitza un punt superposat o un traç petit conegut com a ϫⲓⲛⲕⲓⲙ (jinkim, "moviment"). Quan el jinkim es col·loca sobre una vocal, es pronuncia independentment, i quan es posa sobre una consonant la precedeix una ⲉ curta.

## Lingüística

### Gramàtica
El copte és l'única forma de l'antic idioma egipci de la qual coneixem, a través del grec, la pronunciació. Aquest fet té una enorme importància en la filologia egípcia.

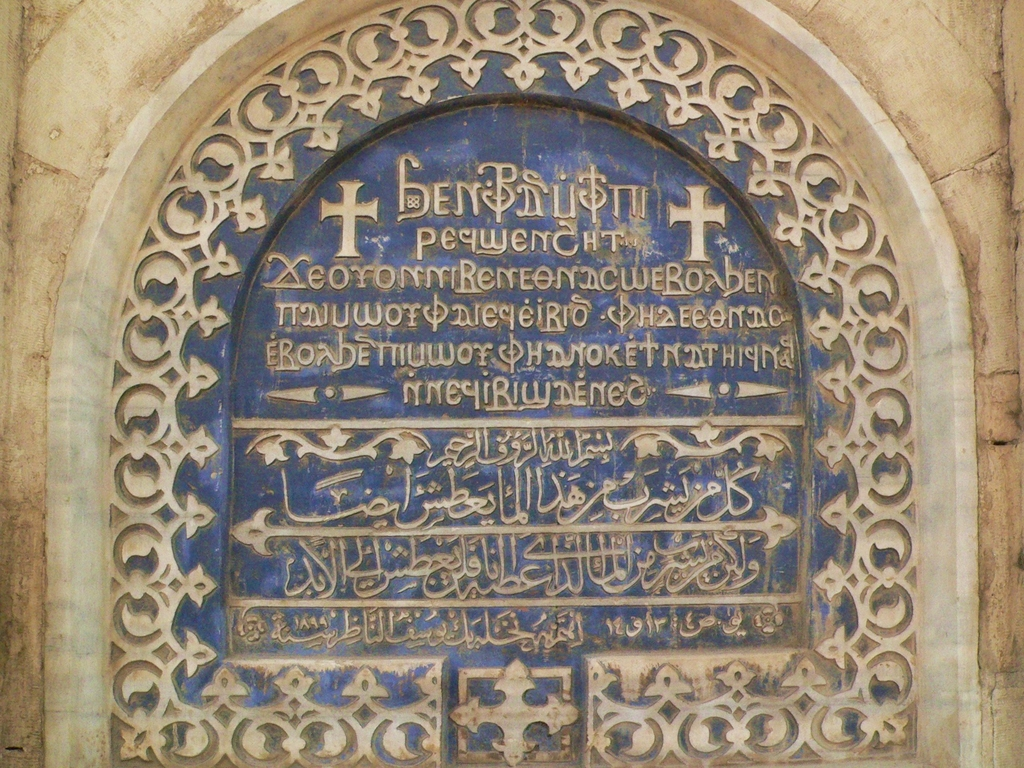
Inscripcions coptes i àrabs en una antiga església del Caire.

En la inflexió, el copte es caracteritza per la pèrdua de les terminacions verbals i nominals de l'egipci clàssic, cosa que el diferencia granment dels estadis més antics de la llengua egípcia. De fet, el copte tendeix a representar certes relacions gramaticals per mitjà d'articles, preposicions i partícules en construccions analítiques enfront del sistema més sintètic i flexiu de l'egipci clàssic (de manera semblant al que va succeir en el pas del llatí a les llengües romàniques).

### Gènere i nombre gramaticals
En copte hi ha dos possibles valors del gènere gramatical (masculí i femení), heretats de l'egipci clàssic. L'antiga terminació del femení en t va patir alguns canvis fonètics i en copte només apareix quan va seguida de certs sufixos possessius: ro ‘boca’, rō.k ‘la boca’; he ‘cos', hēt.f ‘el seu cos'.
El copte desenvolupà articles a partir dels demostratius de l'egipci clàssic, que no en tenia. Això és equivalent al que va passar en les llengües romàniques. De fet (tal com passa sovint en francès i alguna vegada en català), és l'article l'únic que permet de reconèixer el gènere d'algunes paraules en copte. Les formes de l'article definit en singular són p-, pi, pe, per al masculí, i t-, tu, et, per al femení. Per al plural hi una única forma en n-: rome ‘home’ / p-rome ‘l'home’ / n-rome ‘els homes'; p-ge ‘la paraula’; ti.polis ‘la ciutat’; n-halate ‘els ocells'.
També és freqüent l'ús de l'«article» indefinit, inexistent com a tal en egipci clàssic. Aquest article evolucionà a partir del numeral corresponent a l'1, ou: ei ‘casa’, ou-ii ‘una casa’, hen-ii ‘unes cases'.
El nombre, de manera similar al gènere, s'indica gairebé exclusivament per la forma de l'article precedent, ja que normalment l'arrel en plural no en difereix de la del singular. No obstant això, de vegades l'arrel presenta formes diferents en singular i plural, com vestigis d'un canvi fonètic, diferent de les antigues formes: hob ‘cosa’ / hbēje ‘coses'; son (< clàssic sanu) ‘germà’, snēj (< clàsseoc sanúwaw) ‘germans'.